# Enigma Records
La Enigma Records è stata un'etichetta discografica indipendente statunitense specializzata in vari generi musicali tra cui punk, alternative rock e heavy metal. Inizialmente fu solo una sottoetichetta della Greenworld Distribution, dalla quale si divise nel 1985.
La Enigma fu fondata nel 1981 in California dai fratelli William e Wesley Hein, ai quali si aggiunse in seguito un terzo socio, Jim Martone. 
I dischi dell'etichetta furono per la maggior parte stampati e distribuiti dalla Capitol/EMI. Nel 1991 fu effettuata una fusione tra la Enigma e la Restless Records: da allora il catalogo dell'etichetta è in gran parte posseduto dalla Rykodisc, mentre i diritti per i dischi dei Poison e dei Red Hot Chili Peppers appartengono alla Capitol.
Tra gli artisti più importanti dell'etichetta di segnalano Poison, 45 Grave, Agent Orange, Devo, Don Dixon, Hurricane, Ronnie Montrose, Ratt, Joshua, Red Hot Chili Peppers, Slayer, Saxon, TSOL e Wire.

## Artisti[1][2]
- 20/20
- 45 Grave
- Agent Orange
- Al Stewart
- Alex Masi
- Allan Holdsworth
- Anvil
- April Wayne
- Armored Saint
- Artch
- Attacker
- Bad Seeds
- Bardeux
- Barren Cross
- Batallion of Saints
- Berlin
- Big Boys
- Bill Nelson
- Bill Nelson's Orchestra Arcana
- The Broadcasters
- Cathedral of Tears
- The Cavedogs
- Celebrate the Nun
- Celtic Frost
- Channel 3
- Ciccone Youth
- Circle X
- Cirith Ungol
- Close Lobsters
- Corrosion of Conformity
- The Cramps
- David Cassidy
- David Storrs
- The Dead Milkmen
- Death Angel
- The Del-Lords
- Destruction
- Devo
- The Dickies
- The Dicks
- Dino Archon
- Dirty Rotten Imbeciles
- Don Dixon
- The Dream Syndicate
- Dusty Springfield
- Eden
- Eddy Grant
- The Effect
- The Effigies
- Eric Ambel
- Fates Warning
- Fibonaccis
- Flaming Lips
- Fuzztones
- Game Theory
- Get Smart!
- Girlschool
- Green on Red
- Greg Sage
- Guardian
- Hawkwind
- He Said
- Hirax
- Hiroko
- Thee Hypnotics
- The Jet Black Berries
- John Carpenter
- John Carpenter & Alan Howarth
- John Lurie
- John Trubee & The Ugly Janitors of America
- The Johnnys
- Jon and The Nightriders
- Jon St. James
- Jonathan Elias
- Jules Shear
- Keith LeBlanc
- Laibach
- Lääz Rockit
- The Lazy Cowgirls
- The Leaving Trains
- Lizzy Borden
- Marginal Man
- Mark Edwards
- Mark Mothersbaugh
- Mass
- Mentors
- Motörhead
- Naked Prey
- Nip Drivers
- Obsession
- Omen
- Outer Circle
- Passionnel
- Pere Ubu
- Peter Hammill
- Plasticland
- Plan 9
- The Pogues
- Poison
- Plyphonic Size
- The Rain Parade
- Rainy Day
- Recoil
- Red Hot Chili Peppers
- Red Noise
- Renegade Soundwave
- The Residents
- The Reverbs
- Richard Band
- Robbie B and DJ Jazz
- The Romans
- Ronnie Montrose
- Sacred Reich
- Sandra Bernhard
- Satan
- Saxon
- Scott Goddard
- Sex Pistols
- Skid Roper
- Smack
- The Smithereens
- Sonic Youth
- SSQ
- Steve Kilbey
- Stryper
- Subhumans
- Surf Punks
- Tex and the Horseheads
- Thee Milkshakes
- The Pool
- T.S.O.L.
- The Targets
- The Textons
- The U-Krew
- Thrust
- Untouchables
- Velvet Elvis
- Volumatix
- Wednesday Week
- Wild Dogs
- Wipers
- Wire
- Yo
- The Zarkons
- Znöwhite